# Cevov izrek
Cevov izrèk [čéjvov ~] v ravninski geometriji pravi, da tri prečnice trikotnika, ki izhajajo iz njegovih oglišč in se sekajo v eni točki, odrežejo odseke stranic, katerih zmnožki so enaki, oziroma še drugače, daljice {\displaystyle AA'}, {\displaystyle BB'} in {\displaystyle CC'}, ki povezujejo oglišča in nasprotne stranice, se sekajo v eni točki (so konkurentne), tedaj in le tedaj, če velja:
{\displaystyle {AC' \over C'B}{BA' \over A'C}{CB' \over B'A}=1\!\,.}
Izrek je dokazal italijanski matematik Giovanni Ceva in ga leta 1678 objavil v svojem delu De lineis rectis. Pred njim ga je dokazal saragoški kralj Al-Mu'taman ibn Hűd v 11. stoletju. Daljice {\displaystyle AA'}, {\displaystyle BB'} in {\displaystyle CC'} se imenujejo Cevove daljice.
Cevovemu izreku je enakovredna trigonometrična oblika: Cevove daljice tvorijo šop premic, če velja:
{\displaystyle {\frac {\sin \angle BAA'}{\sin \angle CAA'}}{\frac {\sin \angle ACC'}{\sin \angle BCC'}}{\frac {\sin \angle CBB'}{\sin \angle ABB'}}=1\!\,.}
Cevov trikotnik je trikotnik {\displaystyle A'B'C'}, Cevov krog pa poteka skozi njegova oglišča.

## Posplošitve
Izrek se lahko posploši na večrazsežne simplekse s pomočjo baricentričnih koordinat. Cevov n-simpleks je šop iz vsakega oglišča v točko nasprotne n-1 strani (facete). Cevove premice tvorijo šop premic, če lahko maso porazdelimo v oglišča tako, da se vsaka Cevova premica seka z nasprotno faceto v njenem masnem središču. Presečišče Cevovih premic je masno središče simpleksa.
Za splošne mnogokotnike v ravnini je izrek znan že od začetka 19. stoletja. Izrek so posplošili tudi za trikotnike na drugih ploskvah s konstantno ukrivljenostjo.